# Aliaksandr Shamkuts
Aliaksandr „Sascha“ Shamkuts (geboren am 22. Juni 1973 in Baranawitschy) ist ein Handballtrainer und ehemaliger Handballspieler.

## Spielerlaufbahn
Der 1,96 m große Kreisläufer spielte bei den Vereinen Haukar Hafnarfjörður – mit diesem Verein war er auch international in der EHF Champions League vertreten – und VfL Hameln, bevor er zur Saison 2004/2005 zum in der 2. Handball-Bundesliga Stralsunder HV wechselte; nach der Saison 2005/2006 verließ er diesen Verein und spielte dann in der Saison 2006/2007 beim TV Hüttenberg, in der Saison 2007/2008 bei der HSG Pohlheim, 2008/2009 beim TV Homburg sowie in den Saisons 2009/10 und 2010/11 beim TuS Derschlag.

## Trainerlaufbahn
Aliaksandr Shamkuts ist nach seiner aktiven Zeit beim TuS Derschlag als Trainer tätig, er trainierte dort die männliche B-Jugend und ab 2015 das in die Landesliga aufgestiegene erste Frauenteam. Später war er Trainer des in der Kreisliga spielenden zweiten Männerteams.

## Privates
Der in Belarus Geborene ist seit Dezember 2003 isländischer Staatsbürger.